# Bladee
Benjamin Thage Dag Reichwald, född 9 april 1994, känd under artistnamnet Bladee [bleɪd], är en svensk rappare, sångare, låtskrivare, musikproducent, konstnär och designer. Han är medlem i gruppen Drain Gang. 

## Uppväxt
Reichwald växte upp i Skanstull. Hans mor var lärare och hans far arbetade på restaurang.
Vid tretton års ålder bildade Reichwald och vännen Zak Arogunade (Ecco2K) punkbandet Krossad. Punkbandet höll dock inte länge och Reichwald började istället med graffiti. Under den tiden lärde han känna producenten Ludwig Rosenberg (Whitearmor) och rapparen Thanapat Thaothawong (Thaiboy Digital). De fyra startade en ny musikgrupp som först kallades Gravity Boys, sedan Gravity Boys Shield Gang (vilket senare förkortades till Shield Gang) och slutligen bytte namn till det nuvarande Drain Gang.
Efter en tid mötte gruppen Sad Boys (Yung Lean, Yung Gud och Yung Sherman). Detta resulterade i ett nära samarbete mellan grupperna.

## Karriär

### Musik
Reichwalds musik kännetecknas bland annat av autotune som förvränger hans röst så att den inte låter helt mänsklig samt melodier med influenser från bland annat datorspel och elektronisk musik.
Reichwald har samarbetat med Yung Lean på flera projekt, bland annat på Highway Patrol, Pearl Fountain och Hocus Pocus från 2016, Warlord samt på låtarna Nitevision och Heal You // Bladerunner från albumet Unknown Death 2002 från 2013. 
Under både 2018 och 2019 var han på turné i främst Europa men även i Nordamerika. Han spelade i bland annat London, Manchester, Berlin och Brooklyn. 

### Visuell konst
Utöver musiken är visuell konst en betydande del av Reichwalds konstnärskap. 

### Mode
Reichwald designar både sitt eget och Yung Leans merchandise. 2021 designade han en Drain Gang-kollektion i samarbete med klädmärket GANT.  Han har även arbetat som modell åt bland annat Acne, Alyx och Marc Jacobs.

## Diskografi
| - 2016 – Eversince - 2018 – Red Light - 2020 – Exeter - 2020 – 333 - 2020 – Good Luck (med Mechatok) - 2021 – The Fool - 2022 – Crest (med Ecco2K) - 2022 – Spiderr - 2024 – Psykos (med Yung Lean) - 2024 – Cold Visions - 2014 – Gluee - 2016 – AvP (med Thaiboy Digital) - 2017 – Working on Dying - 2017 – D&G (med Ecco2K och Thaiboy Digital) - 2018 – Icedancer - 2019 – Trash Island (med Ecco2K och Thaiboy Digital) | - 2016 – Rip Bladee - 2018 – Sunset in Silver City - 2018 – Exile - 2018 – Plastic Surgery - 2025 – Ste The Beautiful Martyr 1st Attempt - 2014 – "Into Dust" - 2017 – "Gotham City" (med Yung Lean) - 2019 – "Trash Star" - 2019 – "Vanilla Sky" (med Ecco2K) / "Birdbath" - 2021 – "SHINIE" (med Varg2TM) - 2022 – "Amygdala" (med Ecco2K) - 2023 – "Real Spring" (med Skrillex) - 2023 – "Yxguden" (med Evian Christ) - 2023 – "Requiem" (med Thaiboy Digital) / "Obsessed With Death" - 2024 – "TL;DR" (med Ecco2K och Thaiboy Digital) - 2025 – "Expression On Your Face" (med Mechatok och Ecco2K) |